# Spadająca gwiazda (film)
Spadająca gwiazda – amerykański film familijny z 1996 roku.

## Główne role
- Katherine Heigl – Alexia Wheaton
- Danielle Harris – Hayley Wheaton
- Donnie Jeffcoat – Kyle Harding
- Scott Wilkinson – Ben Wheaton
- Mary Parker Williams – Nan Wheaton
- Lois Chiles – Mittermonster
- Ivey Lloyd – Caitlin Sheinbaum
- Matt Barker – Simon
- Jacque Gray – Kazumi
- Kari Petersen – Talley
- January Sorensen – Sabrina
- Duane Stephens – Pan Frauenfleder
- Mark Hofeling – Pan Watson

## Fabuła
Alexia i Hayley Wheaton są siostrami stanowiącymi kompletne przeciwieństwo jak dzień i noc. Alexia jest popularna, niezbyt inteligentna, ma przystojnego chłopaka i niezły styl. Hayley jest cicha i nieśmiała, ale uczennicą jest wzorową. Hayley bardzo chciałaby choć jeden dzień spędzić jak siostra. Kiedy widzi spadającą gwiazdę wypowiada życzenia. Następnego dnia siostry budzą się w przeciwnych rolach. Alexia wpada w szok i nie potrafi się odnaleźć, natomiast Hayley czuje się jak ryba w wodzie, ale taki stan rzeczy nie może trwać wiecznie.